# Somanés
Somanés es una localidad española del municipio de Santa Cilia, perteneciente a la provincia de Huesca, en la comunidad autónoma de Aragón.

## Historia
Hacia mediados del siglo XIX, el lugar, por entonces perteneciente al municipio de Javierregay, tenía contabilizada una población de 43 habitantes. Aparece descrito en el decimocuarto volumen del Diccionario geográfico-estadístico-histórico de España y sus posesiones de Ultramar de Pascual Madoz con las siguientes palabras:

SOMANÉS: l. en la prov. de Huesca (10 leg.), part. jud. y dióc. de Jaca (1), aud. terr. y c. g. de Zaragoza (20), ayunt. de Jabierregay. sit. en terreno desigual; su clima es frio pero sano. Tiene 10 casas, un palacio ant. del cabildo de Huesca; igl. parr. (San Julian Mártir) servida por un cura de ingreso y presentacion del cabildo de Jaca, y escasas aguas potables. Confnia con Embun, Ascara, Sta. Cecilia y Jabierregay. El terreno es de mediana calidad. Hay un camino que dirige de Jaca á Navarra. prod.: trigo, cebada y avena; cria ganado vacuno, lanar y cabrio, y caza de perdices, liebres y conejos. pobl.: 7 vec., 43 alm. riqueza imp.: 9,653 rs. contr.: 1,241.
(Madoz, 1849, pp. 438-439)

En la actualidad, pertenece al municipio de Santa Cilia. En 2023, la entidad singular de población tenía empadronados diecisiete habitantes y el núcleo de población, también diecisiete.